# 센트랄주

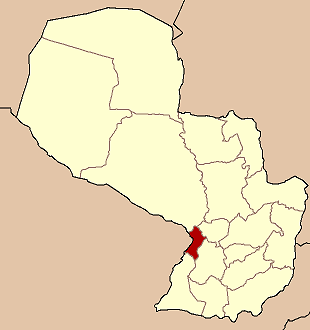
센트랄 주의 위치

센트랄주(스페인어: Departamento Central)는 파라과이 서부에 위치한 주로 주도는 아레과이며 면적은 2,465km2, 인구는 1,929,834명(2002년 기준), 인구 밀도는 780명/km2이다.
북쪽으로는 코르디예라 주와 프레시덴테아예스 주, 서쪽으로는 아순시온 수도 지구와 아르헨티나, 남쪽으로는 녬부쿠 주, 동쪽으로는 파라과리 주와 접한다. 11개 현을 관할한다.

주기
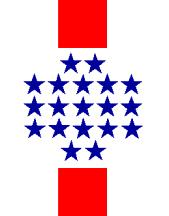
주 문장